# Списак насељених места у Замбији
Ово је списак градова, вароша, села и мисија у Замбији.

## Градови
| град       | Покрајина |             | Становништво | Становништво | Становништво | Становништво | Слика |
| град       | Покрајина | Попис 2022. | Попис 2010.  | Попис 2000.  | Попис 1990.  | Попис 1980.  | Слика |
| ---------- | --------- | ----------- | ------------ | ------------ | ------------ | ------------ | ----- |
| Лусака     | Лусака    | 3.079.964   | 1.747.152    | 1.084.703    | 769.353      | 735.830      |       |
| Китве      | Копербелт | 661.901     | 501.360      | 363.734      |              | 283.962      |       |
| Ндола      | Копербелт | 624.579     | 451.246      | 374.757      | 329.228      | 297.490      |       |
| Ливингстон | Јужна     | 177.393     | 134.349      | 97.488       | 76.875       | 61.296       |       |
| Чипата     | Источна   | 206.552     | 116.627      | 73.110       | 52.213       | 33.627       |       |

## Остали вароши, села и мисије
- Гвембе
- Замбези
- Зимба
- Исока
- Кабве
- Кабомпо
- Кавамбва
- Казембе
- Казунгула
- Калабо
- Калене Хил
- Каломо
- Калулуши
- Кањембо
- Каома
- Капири Мпоши
- Касама
- Касемпа
- Катаба
- Катете
- Кафуе
- Кафулве
- Кашикиши
- Луангва
- Луаншја
- Лукулу
- Лундази
- Луфвањама
- Мазабука
- Мамба
- Манса
- Мача Мишн
- Мбала
- Мбереши
- Мванди
- Мвинилунга
- Миленге
- Мкуши
- Монгу
- Монзе
- Мпика
- Мпорокосо
- Мпулунгу
- Мујомбе
- Мумбва
- Муфулира
- Мфуве
- Наконде
- Нгома
- Нселука
- Нчеленге
- Пемба
- Петауке
- Самфја
- Сенанга
- Серенџе
- Сешеке
- Сиавонга
- Сикалонго
- Синазезе
- Синазонгве
- Сиома
- Солвези
- Чадиза
- Чама
- Чавума
- Чамбиши
- Чембе
- Чибомбо
- Чиенги
- Чиланга (Лусака)
- Чиланга (Мучинга)
- Чилилабомбве
- Чилонга
- Чилуби
- Чингола
- Чинсали
- Чињинги
- Чирунду
- Чисамба
- Чози
- Чома
- Шангомбо
- Шива Нганду